# Digimortal (album)
Digimortal è il quarto album dei Fear Factory, pubblicato il 24 aprile 2001 dalla Roadrunner Records è un concept album che va a concludere la trilogia cominciata con Demanufacture e proseguita con Obsolete.

## Il disco
Il titolo dell'album è dato dalla contrazione ed unione dei termini inglesi Digital e Mortality.
È stato l'ultimo ad avere come chitarrista e compositore Dino Cazares, fino al suo ritorno nel 2009.

## Tematiche
L'album contiene una storia futuristica riguardante la fusione tra uomini e macchine. Gli umani sopravvissuti e le macchine capiscono che devono dipendere l'uno dagli altri per poter sopravvivere.

## Tracce
Testi e musiche di Burton C. Bell, Dino Cazares, Raymond Herrera, Christian Olde Wolbers.
1. What Will Become? – 3:24
2. Damaged – 3:02
3. Digimortal – 3:03
4. No One – 3:37
5. Linchpin – 3:25
6. Invisible Wounds (Dark Bodies) – 3:55
7. Acres of Skin – 3:56
8. Back The Fuck Up – 3:09
9. Byte Block – 5:21
10. Hurt Conveyor – 3:41
11. (Memory Imprints) Never End – 6:48
12. Dead Man Walking (presente solo nella Special Edition) – 3:17
13. Strain vs. Resistance (presente solo nella Special Edition) – 3:25
14. Repentance (presente solo nella Special Edition) – 2:40
15. Full Metal Contact (presente solo nella Special Edition) – 2:28

Durata totale: 55:11

## Formazione
- Burton C. Bell - voce
- Dino Cazares - chitarra
- Raymond Herrera - batteria
- Christian Olde Wolbers - basso

## Curiosità
- Il rapper B-Real dei Cypress Hill ha collaborato con i Fear Factory cantando nella canzone Back The Fuck Up.